# Serie B (pallamano femminile)
Il campionato di Serie B è stato il terzo livello del campionato italiano femminile di pallamano (dopo la Serie A e la Seconda Divisione).
Si divideva in più gironi a distinzione geografica, il cui numero di squadre era variabile, ma, in genere, comprensive di 8 squadre a girone. All'inizio della sua costituzione 1979-80 e fino alla stagione 1986-87, consisteva nel torneo nazionale di secondo livello assoluto e tale da garantire la promozione direttamente alla Serie A unica. 
Nella stagione 1982-83 il girone A venne vinto dal G.S. Trieste, mentre retrocedeva in Serie C l'INA Pallamano Aosta, allenata dapprima dal prof. Vincenzo Grosjacques e poi dalla romena giocatrice-allenatrice Georgeta Timoftji; le aostane realizzarono 3 punti in 14 gare giungendo alle spalle del MOTOCAR Verona, che ottenne la salvezza. Inoltre partecipavano Pallamano Aurisina, Sport Testa Cedrate, U.S. Rubano Padova, Nievo San Donà (VN) e Coletto Vittorio Veneto. Nel girone B vittoria del Camerano Ancona davanti alla Pallamano Firenze.
La successiva stagione 1983-84 (6 novembre - 1 aprile) dava questi esiti: promozione alla serie A per la Pall. Vittorio Veneto con 30 punti (14, 2, 2 con 351 reti fatte e 266 subite) in 18 confronti davanti a Polisportiva Rubano con 30 p. (idem e 304, 221); quindi H.C. Rovereto a quota 22 p. ed A.S. Dimensione dello Sport, Friulsider Pol. Libertas Manzano e Pall. Aurisina a 21 punti; seguono G.S. San Giorgio Ime Cavi (VA) 16, Athletic Bordighera Club 10, Libertas Verona 5 e S.V. Milland H. Volksbank a 3, con queste due ultime che retrocedono in serie C. Nel girone B promozione per il G.S. Femminile Camerano con 32 p. in 16 incontri davanti a Pallamano Firenze 26, S.S. Handball Quattro Mori Sassari 19, S.S. Handball Livorno 28, Gruppo Femminile Pall. Sassari 17 ed * 1 p. di penalizzazione, Libertas Handball Grosseto * 11, Esteblok Ferrara * 9, mentre retrocedono A.S. Pallamano Civitavecchia 7 e Libertas Vasto * 1 p. Nell'ultimo girone o C ottiene la promozione l'Erresport LZ Roma Handball Club con 28 p. in 14 gare (14, 0, 0 e 371 a 155) seguito da Csen Pall. Roma II Circoscrizione a 20, Cus Napoli 18, Cus Messina 17, Acsi Matteotti Palermo 12, CC Ortigia 9, G.S. Handball Porto Empedocle * 5 e Rari Nantes Drepanum Trapani * 1 punto sia di penalizzazione che di classifica, ma nessuna retrocessione. 

Nel 1984-85 le valdostane si ripresentarono come Casetta Hôtels Pallmano Valle d'Aosta giungendo, allenatore il prof. Osvaldo Cardellina, al 2º posto con 19 punti in 12 incontri alle spalle del Samoa Mugello, dei proff. Luigi Andreini ed Umberto Bianchi, squadra vincitrice con 21 punti nonché promossa direttamente alla serie A; al 3º posto con 18 il San Giorgio Ime Cavi di Cedrate, dei proff. Sergio Dovesi ed Umberto Cionfrini, ed al 4° con 12 la Pallamano Firenze della prof. Daniela Cagnoli. Partecipavano inoltre, in ordine di classifica, il D.D.S. Milano, il Castelletto Parma, l'Handball Livorno e la Pall. Modena, poi ritiratasi al termine del girone d'andata. 

Nella medesima stagione le valligiane del Presidente Domenico Demichelis si aggiudicarono la I° Edizione del Trofeo Federale (Coppa Italia per squadre di Serie B) con superamento di un primo quadrangolare, con gare di andata e ritorno tra aprile e maggio, con Cedrate, Parma e San Donà del Piave, nonché di quello finale a Chianciano Terme del 25-26 maggio 1985. Questi i risultati e classifica: Casetta H. VDA - Samoa Mugello 26 - 20; Quattro Mori - Acireale 20 - 19, Acireale Casetta H. VDA 13 - 28, Samoa Mugello -  Quattro Mori 27 - 17, Acireale - Samoa 13 - 28, Quattro Mori - Casetta H. VDA 16 - 25. Questa la classifica finale: Casetta Hotels VDA punti 6 in 3 con reti fatte79 e 49 subite; Samoa Mugello Firenze 4 con 75 e 56, SS H. Quattro Mori Sassari 2 con 53 e 71 ed infine pallamano Acireale 0 con 45 e 76. 

La stagione 1985-86 fa registrare nel girone A la vittoria del San Giorgio Cedrate di Sergio Dovesi che, dopo essersi imposto nella regular-season con 28 punti in 14 gare davanti alla Casetta Hôtels VDA di Osvaldo Cardellina con 22, Pall. Brescia del prof. Guido Colombo e Samoa Mugello di Andreini/Bianchi con 14, Arci Chiari (BS) del prof. Silvano Mombelli 12, D.D.S. Milano di Giuseppe Raffaele 11, Pall. Firenze 6 e Castelletto Gulliver 3 punti, si conferma nei play-off; ottenendo la serie A, davanti a Casetta Hotels VDA, Pall. Brescia e Samoa Mugello. Sempre con l'attribuzione dei bonus 4, 3, 2, 1 punti (indetti da questa stagione) si svolgono anche i play-out che vedono salvarsi la Pall. Firenze di Daniela Cagnoli mentre il Castelletto Gulliver Parma di Enrico Groppi retrocede in Serie C.
Nel torneo 1986-87 si impone lo S.C. Meran dell'ungherese Miklos Kovacsics e dell'altoatesino Hugo Kofler con 24 punti in 14 gare nella regular season ed andando ai play-off con un bonus di 4 punti; davanti a Pall. Chiari Medeghini con bonus di 3, Pall. S. Orso VDA di Osvaldo Cardellina con 2 p. ed all'Italiana Macchi di Cassano Magnago del prof. Umberto Cionfrini con 1 p. Dopo i medesimi, la classifica finale dice Meran p. 15 e promosso in serie A, S. Orso VDA 10,Cassano 9 e Chiari 6.
Nella successiva stagione 1987-88 la promozione in Serie A non avverrà più in modo diretto, bensì con un play-off a quattro squadre che sortirà due soli passaggi di livello. Nella regular-season la Pall. Brescia si era imposta nel girone A con 25 p. in 14 gare, davanti al G.S. Guarino Verona con 21 punti. Retrocedeva la Jomsa Rimini con 6 punti, mentre si salvava la Virtus Modena a quota 7. Nel girone B successo della S.S. Vigasio con 26 p. in 14 e davanti al Zapi H.C. Rubano con 21 punti; retrocedeva il Cividin Pall. Trieste con 4 p. mentre otteneva la salvezza la Pol. Com. Jolly Campoformido con 6 punti. Nel C successo per l'H.C. Cappuccini di Sassari con 17 p. in 12 incontri ed al 2º posto l'H.C. Libero Sport Narni Scalo. Con 6 p. retrocedeva l'A.S. Olimpic Bari, mentre otteneva la salvezza lo S.S. Handball Livorno con 6 p. Nel girone D vittoria per la Pall. Acireale con 29 p. in 16 davanti alla Pol. D. Scinà Stradedil srl Bagheria con 23; retrocedevano l'Olimpiakos Palermo a quota 0 e l'A.S. Handball Eos Siracusa con 5 punti, mentre il CUS Messina era salvo a quota 10 p. Nei successivi play-off ottenevano la promozione il Vigasio ed il Brescia rispettivamente con 5 e 4 p. in 3 gare con al 3º posto l'Acireale ed al 4° il Sassari.

Nel torneo 1989-90 nel girone A lo S.C. Merano si aggiudica la regular-season con 24 punti davanti a Cottodomus Rubiera 20, Settimo Milanese 18, Italiana Macchi di Cassano Magnago 14, Virtus Modena 11, Garibaldina 10, St-Orso VDA 8, Agugliano Ancona 7. Le trentine e le emiliane accedono ai play-off verso la serie A2, mentre, salvandosi le valdostane, le anconetane retrocedono in Serie C.

d
Successivamente a quest'anno viene inserito nel terzo livello o divisione nazionale femminile con l'istituzione della serie A2, che diventa la seconda divisione nazionale alla quale si accede ottenendo i primi due posti, mentre un girone di play-off a quattro squadre permette il doppio salto di categoria alla vincente dei medesimi. Questa la classifica finale del medesimo nel girone A: Rubano Padova 8 punti, Rubiera Reggio Emilia 7, Jolly Campo Formido 5, La Vallée Autoélite 4 punti.
Attualmente, le squadre vincitrici della Serie B vengono promosse in Seconda Divisione nella stagione successiva.